# Шарипов, Владимир Салимович
Владимир Салимович Шарипов(8 марта 1952,  Сталинабад, Таджикская ССР, СССР) — полковник ВС СССР, участник штурма дворца Амина как командир 3-й роты 154-го отдельного отряда спецназначения («мусульманского батальона») ГРУ СССР.

## Биография

### Начало службы
Родился в Душанбе. Отец — Салим Шарипов, таджик, ветеран Великой Отечественной войны, кавалер многих орденов и медалей, в течение 26 лет возглавлял ДОСААФ Таджикской ССР. Мать — русская по национальности. Окончил Свердловское суворовское военное училище в 1970 году и Ташкентское высшее общевойсковое командное училище имени В.И.Ленина в 1974 году. Воинскую службу проходил в 15-й отдельной бригаде специального назначения (в/ч 64411) с февраля 1979 года, был кандидатом в мастера спорта по мотокроссу и мастером спорта по стрельбе из пистолета. В течение всего 1979 года старший лейтенант Шарипов в составе так называемого «мусульманского батальона» ГРУ (154-го отдельного отряда специального назначения при ГРУ СССР) участвовал в учениях на полигонах Ташкентского высшего общевойскового и Чирчикского танкового училищ, где изучались принципы обороны зданий и ведения боя в городских условиях.

### Штурм дворца Амина
После завершения обучения, в разгар отпуска Шарипову поступила телеграмма прибыть в часть, и в декабре 1979 года Шарипов на встрече с командиром бригады Хабибджаном Холбаевым назвал имена добровольцев, которых затем отобрали для подготовки к выполнению операции в Афганистане. Личный состав «мусульманского» батальона прибыл в Баграм, получил в своё распоряжение оружие и боеприпасы, а затем несколько его человек (в том числе Шарипов) отправились в Кабул на разведку. По общему замыслу батальон должен был захватить в городе резиденцию Амина, а также здания кабульского радио и телевидения (туда хотели отправить роту Шарипова). Однако Амин в назначенный день операции, 14 декабря, покинул Кабул, и её перенесли на более поздний срок. Было принято решение отправить батальон в Кабул для охраны дворца Тадж-Бек, новой резиденции Амина, чтобы ввести её хозяина в заблуждение. Ко дню атаки, 27 декабря, батальон был укомплектован не только вооружением, но и бронежилетами и дополнительным снаряжением — помощь ему в операции должны были оказать спецподразделения «Альфа» и «Зенит»; в состав батальона также были отправлены несколько сотрудников КГБ и ГРУ для осуществления разведки во дворце Амина. Подготовка к штурму велась на глазах у афганцев, которым говорили, что ведётся боевая подготовка. В ночь перед операцией полковник ГРУ В. В. Колесник, руководивший операцией и составивший план операции, через своего человека передал Шарипову план действий его группы — подъехать на БМП, открыть огонь по ходу движения и «оцепить здание так, чтобы никто не ушёл».
27 декабря 1979 года в 19:00 начался штурм дворца Амина. Шарипов входил во 2-ю боевую группу «Гром» вместе с бойцами «Альфы» и 25 солдатами 3-й роты 154-го отдельного отряда специального назначения, которая выдвинулась на семи БМП к дворцу. Личный состав сумел подавить огонь защитников дворца, отразив контратаки охраны резиденции, и под прикрытием БМП бойцы «Альфы» пошли на штурм. Шарипов занял место механика-водителя в БМП № 030; в ходе боя у него была повреждена радиостанция для связи с командиром батальона, а сам Шарипов был тяжело ранен в левое бедро, но держался на ногах до конца, вкалывая себе обезболивающие средства. Через 43 минуты после начала операции он доложил командованию о ликвидации Амина и был эвакуирован на БМП в госпиталь: позже, в 1982 году, один из офицеров «Альфы» поблагодарил Шарипова за своевременное сообщение о ликвидации Амина, поскольку в случае опоздания на 7 минут по дворцу ударили был РСЗО.

### Дальнейшая служба
Раненому Шарипову из-за некомпетентности врачей зашили сквозную рану, что делать было нельзя, согласно врачебным рекомендациям. За участие во взятии дворца и ликвидации Хафизуллы Амина старший лейтенант Владимир Шарипов был удостоен ордена Ленина, хотя его изначально хотели представить к званию Героя Советского Союза. Награждение званием Героя сорвалось из-за тщеславия секретаря партийной организации, который получил медаль за участие в операции, но требовал награждения орденом, поскольку он был действующим офицером. Недовольный наградой парторг написал донос, обвинив солдат в мародёрстве после боя, и в итоге представленным к орденам снизили ранг награды на одну ступень. В итоге солдаты батальона были награждены семью орденами Ленина, лишившись обещанных Золотых Звёзд: личный состав роты Шарипова был отмечен одним орденом Ленина, пятью орденами Красного Знамени, двенадцатью орденами Красной Звезды и медалями. Личный состав дал подписку о неразглашении государственной тайны, хотя после начала политики гласности информация о штурме дворца Амина попала в официальную прессу.
В последующие годы Шарипов командовал десантно-штурмовым батальоном 66-й мотострелковой бригады, пока не был отозван обратно. Окончил Военную академию имени М.В.Фрунзе, служил в разведуправлении Прибалтийского военного округа в Таллине. В 1987 году стал командиром мотострелкового полка, прослужил на этой должности шесть лет, а затем, после вывода советских войск из Германии, был назначен заместителем командира 11-й механизированной бригады ВС Белоруссии. Несмотря на несостоявшееся награждение званием Героя Советского Союза, Шарипов был отмечен рядом государственных наград, уволился в запас в 1994 году. В 1992 году отклонил предложение возглавить Министерство обороны Таджикистана в связи с нестабильной обстановкой в стране и предложение возглавить 201-ю мотострелковую дивизию.